# Hugo Olaerts
Hugo Olaerts (Genk, 23 oktober 1949) is een voormalig Belgisch Vlaamsgezind politicus voor de Volksunie.

## Levensloop
Olaerts ging aan de slag als boekhouder. In zijn jeugd was hij actief in de Chiro en in de jongerenafdeling van het Davidsfonds.
Hij engageerde zich binnen de Volksunie en werd voor deze partij van 1976 tot 2000 gemeenteraadslid van Genk. Ook was hij van 1987 tot 1991 provincieraadslid van Limburg.
Olaerts zetelde van 24 november 1991 tot 12 juni 1999 in de federale Kamer van volksvertegenwoordigers. In 1991 was zijn verkiezing een eerder toevallig gevolg van de apparentering. In de periode januari 1992-mei 1995 had hij als gevolg van het toen bestaande dubbelmandaat ook zitting in de Vlaamse Raad. De Vlaamse Raad was vanaf 21 oktober 1980 de opvolger van de Cultuurraad voor de Nederlandse Cultuurgemeenschap, die op 7 december 1971 werd geïnstalleerd, en was de voorloper van het huidige Vlaams Parlement.
In 1995 was Olaerts lijsttrekker voor de Volksunie voor de Kamer en werd hij herverkozen. Tweemaal zetelde hij in de commissie Financiën. Tijdens de 49ste legislatuur van de federale kamer kwam Olaerts in het nieuws met een opgemerkte aanval tegen de toenmalige premier Jean-Luc Dehaene en zijn kaderwetten. Meer algemeen bracht hij regelmatig wat verzen, poëzie en aforismes het parlement binnen. Ook toonde hij steeds grote belangstelling rond de kwestie-Voeren.
In 2000 stopte Olaerts met de actieve politiek. Vervolgens publiceerde hij aforismes en verzen op meerdere blogsites.
Hij is gehuwd en vader van twee dochters.